# Нижний Руял
Нижний Руял (мар. Изи Руял) — деревня в Мари-Турекском районе Республики Марий Эл. Входит в состав Косолаповского сельского поселения.

## География
Находится в восточной части республики Марий Эл на расстоянии приблизительно 26 км по прямой на север от районного центра посёлка Мари-Турек.

## История
Известна с 1905 году, когда в ней числилось 12 дворов, 74 жителя. К 1923 году здесь было 25 дворов, проживало 130 человек, марийцы и русские. В 1933 году население деревни достигло 453 человек. В 1970 году в Нижнем Руяле проживали 119 человек, в 1979 году — 96 человек. В 2000 году оставалось 17 дворов. В советское время работали колхозы «У шурно» («Новый урожай»), «Патыр», совхозы «1 Мая» и «Октябрьский».

## Население
Население составляло 60 человек (мари 97 %) в 2002 году, 47 в 2010.